# 2013 új világörökségi helyszínei
Az UNESCO Világörökség Bizottsága a 2012. június 16–27. között Phnompenben tartott 37. ülésszakán a következő helyszíneket nyilvánította a világörökség részévé:
| | Levuka történelmi kikötőváros |
| Fidzsi-szigetek |                               |
| Kulturális (II)(IV)() |                               |
| Védett terület: 69,6 ha, puffer zóna: 363 ha, hivatkozás: 1399 |                               |
| Levuka kikötőváros Ovalau szigetén fekszik egy kihunyt vulkán pálmaerdővel borított lábánál. Az 1820-as évektől indult fejlődésnek amikor amerikai és európai telepesek kereskedelmi központtá alakították és a Fidzsi-szigetek első gyarmati fővárosává tették. Kikötőt, lakóházakat, raktárakat, vallási célú épületeket, iskolákat emeltek, ezek általában egy vagy kétszintes hullámlemezből és gerendákból álló építmények. Nagy részük jó állapotban van, ez annak köszönhető, hogy az 1970-es évek óta kiemelt figyelmet fordítanak megóvásukra. A város szerkezete koncentrikus, a főutak a fallal védett központtól sugárirányban indulnak kifelé. Levuka 1874-ben harcok nélkül angol fennhatóság alá került. 1822-ben elvesztette fővárosi rangját, de ennek ellenére továbbra is a kereskedők kedvelt célpontja maradt, így fejlődése folyamatos volt. Fennmaradt épületeinek túlnyomó többsége a 19. század közepéről származik. Legfontosabb részei Totoga és Nasau bennszülött falvai (amelyek mellé a város települt), a Parlament, a vámraktár, a Szent Szív-katedrális, a városháza, a Levuka Állami iskola, a munkások lakhelyei és a gombgyártó üzem. |                               |

| | Rádzsasztáni hegyi erődök |
| India |                           |
| Kulturális (II)(III) |                           |
| Védett terület: 736 ha, puffer zóna: 3 460 ha, hivatkozás: 247 |                           |
| A helyszínhez hat Rádzsasztán állambeli város Csitorgarh, Kumbhalgarh, Szaváj Madhópur, Dzshálávár, Dzsaipur és Dzsaiszalmer erődjei tartoznak. Az épületegyüttesek a 8. és 18. század között virágzó rádzsput államok hatalmának és gazdagságának jelképei. Némelyikük kerülete eléri a húsz kilométeres hosszúságot is. Falaikon belül városközpontokat, palotákat, kereskedelmi központokat, alakítottak ki, az itt álló templomok egy része régebbi még az erődöknél is és ma is sok vallásos látogatót vonzanak. A városokban udvari kulturális központok fejlődtek ki ami kedvezett az oktatás a képzőművészetek és a zene fejlődésének. Az erődök építésekor kihasználták a természetes környezet védekezésre alkalmas elemeit, például a magas sziklákat, a sivatagokat, folyókat és sűrű erdőket. A városokban kiterjedt vízgazdálkodási rendszereket építettek ki, amelynek egy részét mai is használják. Chittorgarh erdője évszázadokon keresztül fejlődött, Kumbhalgarh nagy része egy hosszabb építési fázison belül kialakult. Gagrun (Dzshálávár) a víz által védett erődök egy példája, Dzsailszamer egy sivatagi hegyi erőd, az Ámbér-erőd (Dzsaipur) a rádzsput-mogul udvari erődök közé tartozik, míg a Ranthambhaur (Szaváj Madhópur)egy erdős területen épült ki. |                           |

| | Golesztán palota |
| Irán |                  |
| Kulturális (II)(III)(IV) |                  |
| Védett terület: 5,3 ha, puffer zóna: 26,2 ha, hivatkozás: 1422 |                  |
| A Golesztán palota az 1779-ben hatalomra kerülő Kádzsár-dinasztia korának egyik remekműve, az egyik első épület ami egyesíti magában a hagyományos perzsa és a nyugati építészet stíluselemeit. Megfigyelhető benne az európai építési technikáknak korai alkalmazása, mint például az öntöttvasnak tartóelemként való használata. A falakkal körülvett épületegyüttes Teherán történelmi városközpontjában található, és eredetileg egy, a Szafavida-dinasztia korában épült palota többszörösen átépített és kibővített változata. Jelenlegi formáját a 19. században kapta, nem sokkal azután, hogy az uralkodó Teheránba helyezte át a fővárost és ezt a helyet választotta lakóhelynek és politikai központnak is. A nagyméretű kert köré épített palota nyolc elkülöníthető részből áll, ezeknek nagyobb része jelenleg múzeumként üzemel. A 19. században a helyi kortárs művészet egyik központjává vált és nagy hatást gyakorolt az ország 19. század végi és 20. század eleji építészetére. Mai, jól konzervált állapotában helyiségeinek nagy része elvesztette eredeti funkcióját de minimális állami tevékenységet ma is folytatnak benne. |                  |

| | Fudzsi |
| Japán |        |
| Kulturális (III)(VI) |        |
| Védett terület: 20 702,1 ha, puffer zóna: 49 627,7 ha, hivatkozás: 1418 |        |
| A Tokiótól száz kilométerre délnyugatra fekvő Fudzsi egy 3776 magas rétegvulkán, déli lejtői egészen a Surunga-öbölig érnek. A világhírű hegy ami települések, tengerpartok és tavak fölé emelkedik régóta zarándokhely és művészek, költők megihletője. A 18. századtól a zarándokok számának növekedésével a hegy felső 1 500 méterén zarándokútvonalakat alakítottak ki, az ide érkezők a hegy tetején körbejárhatják a krátert. A világörökségi helyszín huszonöt részből áll, vannak közöttük zarándokútvonalak, szentélyek, házak és természeti képződmények is, mint például lávaalakzatok, tavak, források és vízesések. A 12. században a hegy a buddhizmus aszkétikus ágának (ami sintó elemeket is tartalmazott) egyik tanítóközpontja lett. A hegy legkorábbi ismert ábrázolásai a 11. századból valók. Jóval később a 19. századi fametszetek amelyek a Fujit sokszor homokos tengerparttal és fenyőerdővel ábrázolták hozzájárultak ahhoz, hogy a hegy nemzetközileg is Japán egyik jelképévé váljon. Kacusika Hokuszai a „Fuji harminchat látképe” című fametszet-sorozata a 19. században különösen nagy hatással volt a nyugati művészetre. |        |

| | Red Bay |
| Kanada |         |
| Kulturális (III)(IV) |         |
| Védett terület: 312,97 ha, puffer zóna: 285,2 ha, hivatkozás: 1412 |         |
| Red Bay egy baszk bálnavadászok által a 16. században alapított település volt a Labrador-félszigeten, Kanada északkeleti részében a Belle Isle-szoros partvidékén. Jelenleg régészeti helyszín ami a legkorábbi, legteljesebb és legjobb állapotban lévő példája az európai bálnavadászat helyszíneinek. Gran Baya, ahogy alapítói nevezték egy szezonálisan, csak nyáron használt bázisa volt a vadászoknak, akik leölték, feldarabolták a bálnákat és kiolvasztották a zsírjukat, amit Európában adtak el. Itt volt az Európába szállított bálnazsír egyik legjelentősebb forrása, a zsírt főleg világításra használták. A helyszínen zsírolvasztó kemencék maradványait, vadászok átmeneti lakóhelyeit, kádárműhelyeket, rakpartokat és egy temetőt tártak fel, az öböl vizében hajóroncsokat és bálnacsont halmokat találtak. A bázist körülbelül 70 éven keresztül használták, ezután a helyi bálnapopuláció megfogyatkozott. |         |

| | Al-Zubarah és környékének régészeti feltárásai |
| Katar |                                                |
| Kulturális (III)(IV)(V) |                                                |
| Védett terület: 415,66 ha, puffer zóna: 7 196,4 ha, hivatkozás: 1402 |                                                |
| Az Arab-öböl mellett fekvő Al Zubarah kereskedelmi központot kuvaiti kereskedők alapították a 18. században. Virágkora körülbelül a 18. század végén és a 19. század elején egy fél évszázadon keresztül tartott. Egyike volt a azoknak a kis független városállamoknak, amelyek az európai, perzsa és oszmán birodalmak fennhatóságán kívül létezett és fejlődött. 1811-ben nagy részét lerombolták, majd a 20. század elején teljesen elnéptelenedett. Maradványait betemette a homok, ami jó állapotban konzerválta. Al Zubarah az Indiai-óceán melletti településekkel, Arábiával és Nyugat-Ázsiával tartott fenn kereskedelmi kapcsolatokat tevékenységének nagy részét luxuscikkek adásvétele alkotta. A kettős fallal megerősített településnek csak kis részét tárták fel, a jó állapotú maradványoknak köszönhetően rekonstruálható a város szerkezete. Al Zubaráh hasonlított az Arab-öböl mellett elterülő többi kereskedővároshoz, jelentőségét az adja, hogy már három generáció óta lakatlan, így zavartalanul tanulmányozható. Az ásatások során paloták, mecsetek, utal, kertes házak, halászkunyhók, temetők és a kikötő maradványai kerültek elő. |                                                |

| | A Tien-san természeti rezervátumai Hszincsiang tartományban |
| Kína |                                                             |
| Természeti (VII)(IX) |                                                             |
| Védett terület: 606 833 ha, puffer zóna: 491 103 ha, hivatkozás: 1414 |                                                             |
| A Tien-san egy körülbelül 2 500 kilométer hosszan elnyúló közép-ázsiai hegylánc. A világörökségi helyszín ebből 606 833 hektáron fekszik a hegyvonulat keleti részén egy száraz, mérsékelt övi területen és belenyúlik a Takla-Makán sivatagba is, ami a világ egyik legnagyobb és legmagasabban fekvő sivataga. A hegyvidék jellegzetességei a magas hegycsúcsok, a mély völgyek, gleccserek, mezők, sztyeppék és mocsaras területek, a sivatagé a nagyméretű homokdűnék és a heves homokviharok. A hely ökoszisztémái a Pliocén földtörténeti korban alakultak ki, megőrződtek, és jelenleg is fejlődnek. A magashegyi ökoszisztémák között egyedülállónak számítanak mivel két sivatag között száraz, mérsékelt övi éghajlaton alakultak ki. Az északi és déli fekvésű hegyoldalak változatos élővilága jelentősen különbözik egymástól ritka, veszélyeztetett és endemikus fajokkal. A terület gyakorlatilag teljesen mentes az emberi hatástól, a helyszín lakatlan és infrastruktúra nélküli. A térségben távolabb folytatnak bányászati tevékenységet de ez nem veszélyezteti a helyszínt amihez 491 103 hektár puffer zóna is tartozik. |                                                             |

| | Hani rizsteraszok |
| Kína |                   |
| Kulturális (III)(V) |                   |
| Védett terület: 16 603,22 ha, puffer zóna: 29 501 ha, hivatkozás: 1111 |                   |
| A kultúrtáj 16 603 hektáron terül el Jünnan tartomány déli részén a Hong folyó partján. A táj jellegzetességei a hegység lábánál lévő dombokon kialakított látványos rizsteraszok. A térség klímája szubtrópusi, az éves csapadékmennyiség 1400 milliméter körül mozog. Az északnyugatról idevándorolt hanik 1 300 év alatt egy csatornarendszert fejlesztettek ki ami a vizet az erdős hegyvidéki területekről a rizsteraszokra vezeti. Négy főcsatornából 392 elágazást építettek ki, a közösen karbantartott csatornarendszer teljes hossza 445,83 kilométer. A helyszínen egy összetett mezőgazdasági rendszer alakult ki bivalyokkal, szarvasmarhákkal, kacsákkal, halakkal és angolnákkal ami elősegíti a rizstermesztést, a terület fő mezőgazdasági termékét. Az itt élők nyolcvankét faluban laknak amelyek elszórtan fekszenek a teraszok és az erdős hegyvidék között. Egy-egy faluban 50-100 család lakik, a házak körülbelül fele részben vagy teljesen hagyományos építőanyagból és módszerekkel épültek. Az itt élők harmóniában élnek a környezetükkel, vallási életükben a Napot, a Holdat, a folyókat, a hegyeket, az erdőket tisztelik valamint más természeti jelenségeket, köztük a tüzet is. |                   |

| | Történelmi ereklyék Keszongban |
| Észak-Korea |                                |
| Kulturális (II)(III) |                                |
| Védett terület: 494,2 ha, puffer zóna: 5222 ha, hivatkozás: 1278 |                                |
| Az Észak-Korea déli részén, a hegyek lábánál fekvő Keszong város a 10. és a 14. század között fennálló Korjo állam politika és kulturális fővárosa volt. Virágkorában az ország a világ legfejlettebb államai közé tartozott. A világörökségi helyszín tizenkét különálló, jó állapotban fennmaradt részből áll, ezek közül öt a települést háromszoros falgyűrűvel körbevevő védelmi rendszer része. A legbelső, legrégebbi fal 896-ban épült, és a palotát védte. Az 1391 és 1393 között épített középső fal a város területén húzódott, míg a legkülső, 1009 és 1029 között emelt fal pedig egész Keszongot védte, és összekötötte a várost a közeli heggyel, ami természetes védelmet nyújtott az itt lakóknak. A helyszín többi része az uralkodó Vang-dinasztia palotájának romjai, egy csillagvizsgáló, a belső fal legfontosabb, délről nyíló bejárata, az egykori főiskola, ahol Korjo hivatalnokait képezték, egy konfuciánus magániskola, egy híd, két sztélé, valamint uralkodói síremlékek. A helyszínen nyomon követhető a buddhizmusból a neokonfucianizmusba való átmenet, és a különböző vallások egymás mellett élése az egyesített állam előtti sámánizmussal. |                                |

| | Lengyelország és Ukrajna fatemplomai |
| Lengyelország és Ukrajna közös világörökségi helyszíne |                                      |
| Kulturális (III)(IV) |                                      |
| Védett terület: 7,03 ha, puffer zóna: 92,73 ha, hivatkozás: 1424 |                                      |
| A Kárpátok Lengyelországban és Ukrajnában elterülő részén álló tizenhat a 16. és a 19. század között emelt fatemplom az egykor széles körben elterjedt, és a szláv népeknél mai napig is élő ortodox fatemplom építészet kiemelkedő példája. A templomok szerkezetére a hármas felosztás, piramis alakú kupolák és harangtornyok jellemzőek. A vízszintesen elhelyezett farönköket a sarkoknál bonyolult összeillesztésekkel látták el, amelyek magas szintű szakmai tudást igényeltek. Az épületek kőalapra emelték, küszöbük szintén fából készült, falaikat és a tetőt is fazsindellyel borították be. A falak és a tető borítását 20-30 évenként meg kell újítani, ezeket a munkákat a közelmúltban elvégezték így az épületek jó állapotban vannak. A templomok megőrizték eredeti bejáratukat rajtuk az építkezés évszámával és az ácsok nevével. A templomok mellett temetőket alakítottak ki, és időnként harangtornyot is építettek. Az így kialakult épületegyütteseket fallal vették körül. A 16 templom közül 13-at jelenleg is templomként használnak, a fennmaradó hármat múzeumnak alakították át. |                                      |

| | El Pinacate és Altar-sivatag Bioszféra-rezervátum |
| Mexikó |                                                   |
| Természeti (VII)(VIII)(X) |                                                   |
| Védett terület: 714 566 ha, puffer zóna: 354 871,34 ha, hivatkozás: 1410 |                                                   |
| A nagy és viszonylag érintetlen 714 566 hektáros helyszín a Sonora-sivataghoz tartozó két elkülönülő részből áll. Keleten egy 200 000 hektáros kialudt vulkanikus terület a Pinacate, kiterjedt fekete és vörös lávafolyásokkal, lávacsövekkel, több száz kisebb vulkáni kúppal és egy pajzsvulkánnal, nyugaton az Altar-sivatag folyamatosan változó homokdűnéivel, amelyek magassága 200 méter is lehet. A kiterjedt dűnés terület Észak-Amerika legnagyobb és legaktívabb ilyen jellegű sivataga, egyes dűnék hosszúsága elérheti a 48 kilométert is. A vonal, csillag vagy kupola alakú dűnék éles ellentétben állnak az esetenként 650 méter magas gránitsziklákkal. A helyszínen tíz nagyméretű, mély és csaknem szabályos kör alakú kialudt kráter is látható. Valószínűleg úgynevezett Maar típusú vulkánok lehettek és egyetlen robbanással alakulhattak ki, amelyet egy beomlás követett. A változatos táj változatos életközösségek kifejlődését tette lehetővé. A szubtrópusi sivatagi ökoszisztémában 540 edényes növényfajt, 44 emlősfajt, több mint 200 madárfajt, több mint 40 hüllőfajt és két endemikus édesvízi halfajt azonosítottak. Egyik endemikus növényfaja csak a pajzsvulkán egy viszonylag kis területén él. |                                                   |

| | Namíbi homoktenger |
| Namíbia |                    |
| Természeti (VII)(VIII)(IX)(X) |                    |
| Védett terület: 3 077 700 ha, puffer zóna: 899 500 ha, hivatkozás: 1430 |                    |
| A Namíbi homoktenger a világ egyetlen olyan part melletti sivataga ahol a kiterjedt homokdűne rendszer nedvességforrása a víz közelsége miatt kialakuló köd. A védett terület 3,07 millió hektárt foglal el, teljes egészében a Namib-Naukluft Park határain belül. A homoktenger integritását egy 900 ezer hektáros pufferzóna kialakításával segítették elő. A homokdűne rendszer két részből áll, egyik része a régebbi félig stabil, kevésbé mozgó dűnék együttese, a másik ezeknek a tetején elterülő fiatalabb, aktívabb dűnékből áll. A dűnék alapanyaga esetenként több ezer kilométer távolságból, a szárazföld belsejéből kerül ide szél, óceáni áramlatok vagy a folyók segítségével. A ködből származó nedvesség segítségével egyedülálló életterek alakultak ki endemikus gerinctelenekkel, hüllőkkel és emlősökkel, amik a legmesszebbmenőkig alkalmazkodtak az állandóan, szinte naponta változó életkörülményekhez. Az endemikus fajok nagy száma miatt a terület világszinten is fontos példája a viszonylag kis helyen, szélsőséges körülmények között kialakuló ökoszisztémának. A homoktenger érintetlen, anyaga természetes úton folyamatosan frissül és jelenleg nem fenyegeti veszély. |                    |

| | Wilhelmshöhe hegyi park |
| Németország |                         |
| Kulturális (III)(IV) |                         |
| Védett terület: 558,7 ha, puffer zóna: 2 665,7 ha, hivatkozás: 1413 |                         |
| A Wilhelmshöhe hegyi park Európa legnagyobb hegyi parkja. 1689-től kezdték kialakítani egy kelet-nyugati tengely mentén. Az alapító ükunokája I. Wilhelm választófejedelem idejében a 18. században művízesésekkel, gyors folyású patakokkal egészítették ki. A park látnivalói: Löwenburg romja, Wilhelmshöhe-kastély és a Herkules-szobor, a barlang, az articsóka-medence szökőkutakkal, az óriásfej-medence, a barokk vízesés ami először a Neptun-medencébe majd onnan a nagymedencébe vezet. A nagymedencénél építették meg a műgejzírt, ami ötven méteres magasságával legmagasabb volt a korában. A park fölé tornyosuló 11,5 méter magas, több kilométerről látható rézből készült Herkules-szobor a nagyszabású parkkal a 18. és 19. századi európai uralkodó osztály vagyonának és hatalmának egyik jelképe. A Löwenburg kastély egy középkori lovagvár másolata, I. Vilmos uralkodása alatt épült. A második világháborúban bombatámadás érte, a középső része súlyosan megrongálódott, egyedül a fehér kőszárny maradt sértetlen. |                         |

| | Agadez történelmi központja |
| Niger |                             |
| Kulturális (II)(III) |                             |
| Védett terület: 77,6 ha, puffer zóna: 98,1 ha, hivatkozás: 1268 |                             |
| A sivatag bejárataként ismert Agadez a Szahara déli részénél a 15. és a 16. század között fejlődött várossá, amikor az Aïr Szultanátus megalakult és a tuareg törzsek letelepedtek a településen. Tiszteletben tartották az addig kialakult táborhelyeket, ebből alakult ki a város jellegzetes utcarendszere ami a mai napig fennmaradt. A város a karavánokkal lebonyolított kereskedelem egyik fontos csomópontja volt. 11 szabálytalan alakú negyedre osztották amelyek agyagtéglából emelt lakóházakból állnak. Középületei közé tartozik egy jó állapotban megmaradt palotaegyüttes és vallási épületek, ezek közül legfontosabb egy 27 méter magas teljesen agyagtéglákból emelt minaret, ez a legmagasabb agyagból készült minaret a világon. Az itt élők közül sokan ma is őseik mesterségeit folytatják vagy kereskednek és őrzik hagyományaikat. A történelmi városközpontban napjainkban is körülbelül húszezren laknak. A lakóépületek jelentős része amelyek még a szultanátus idejében emelt középületek köré csoportosulnak változó állapotban vannak, míg a középületek karbantartására nagy gondot fordítanak. A helyszínt nem fenyegeti közvetlen veszély, viszont újabb építkezések, villanyvezetékek rontják az összképet. |                             |

| | Etna |
| Olaszország |      |
| Természeti (VIII) |      |
| Védett terület: 19 237 ha, puffer zóna: 26 220 ha, hivatkozás: 1427 |      |
| A Szicília keleti partján álló Etna a Földközi-tenger térségének egyik leghíresebb hegye, a világ egyik legaktívabb rétegvulkánja. A geológiai kutatások során félmillió évnyi aktivitásra találtak bizonyítékokat, ebből az emberi történelem során az eddig ismert forrásokban mintegy 2 700 évnyit dokumentáltak. Szinte folyamatos aktivitása ösztönzőleg hat a vulkanológia, a geofizika és más földtudományok fejlődésére. Az Etna ezen kívül fontos ökoszisztémát tart fenn benne endemikus növényekkel és állatokkal. Egyes részei könnyen megközelíthetőek például lávafolyások és kisebb kráterek, így ezek oktatási és kutatási célból a helyszínen is tanulmányozhatók. A hegy egyike a világ legjobban monitorozott és kutatott vulkánjainak. A világörökségi helyszínhez a hegy egy 19 237 hektáros szigorúan védett területe tartozik ami az Etna Regionális Nemzeti Park része. A helyszínen csak nagyon kevés infrastruktúra épült ki, néhány hegyi ösvény és egyszerű menedékház a főbb útvonalak mellett és ötven tudományos megfigyelő állomás. A körülötte lévő 26 220 hektáros puffer zónában két turistaövezetet alakítottak ki, itt szállodák, éttermek, autóparkolók, sífelvonók stb. épültek fel és népszerű célpontnak számít. |      |

| | Medici-villák és kertek |
| Olaszország |                         |
| Kulturális (II)(IV)(VI) |                         |
| Védett terület: 125,4 ha, puffer zóna: 3539,08 ha, hivatkozás: 175 |                         |
| A helyszínhez tizenkét villa és két kert tartozik, amelyek elszórva találhatók Toszkána területén. Az épületek a Medici-család befolyását szimbolizálják és azt, hogy a művészetek pártolásával mekkora hatást gyakoroltak koruk egész európai művészetére. A villák a 15. és a 17. század között épültek, újszerű megoldásokat alkalmazva és harmonikusan elhelyezve környezetükbe. A majdnem háromszáz év alatt építészeik folyamatosan újfajta építészeti és dekorációs elemek alkalmaztak. Újfajta lakókörnyezetet képviseltek, amelyek jelentősen különböztek az akkori gazdag firenzeiek farmokhoz hasonlító épületegyütteseitől, vagy a helyi bárók megerősített erődszerű kastélyaitól. Az épületeket főleg pihenésre, valamint a művészetek és egyes tudományos kérdések tanulmányozására használták. A Medici-villák esetében az elsők között foglalták egy egységbe a hagyományos építészeti alkotásokat és a kertépítészetet a körülöttük lévő környezettel. Ez a módszer később hosszú ideig referenciaként szolgált az Itáliai és európai uralkodói rezidenciáknál. A Medici-villák ezért az itáliai reneszánsz építészet egyik legeredetibb alkotásainak számítanak. |                         |

| | Coimbrai egyetem |
| Portugália |                  |
| Kulturális (II)(IV)(VI) |                  |
| Védett terület: 36,2 ha, puffer zóna: 80,8 ha, hivatkozás: 1387 |                  |
| A város fölötti dombon álló Coimbrai egyetem hét évszázadon keresztül növekedett és fejlődött. A 13. század végén alapított intézményt 1537-ben az Alcáçova királyi palotába helyezték át, majd később kollégiumok rendszerévé vált. A portugál elit oktatóközpontjaként fontos szerepet töltött be a gyarmatokon alapított felsőoktatási intézmények életében is. Egyes ma is működő részei 16. és 17. századi épületekben találhatók, a kémiai laboratóriumok egy 18. századi épületben kaptak helyet, míg a botanikus kertet, az egyetem nyomdáját és a nagy egyetemi várost az 1940-es években létesítették. Az egyetem története illusztrálja a függetlenséget amit korábban a várostól élvezett, majd azt, hogy a település fejlődése hogyan került összhangba az oktatási intézmény igényeivel. Az itt tanulók hét évszázada átfogó ismereteket szereznek a tudomány, a művészet, a jog, az építészet és a várostervezés területén és mindig is referenciaként szolgált a portugál befolyás alatt álló térségekben. Az egyetemen komoly eredményeket értek el az irodalom és a nyelvtanítás területén is. Az épületegyüttes legismertebb és leglátogatottabb része díszes könyvtára. |                  |

| | Tádzsik Nemzeti Park |
| Tádzsikisztán |                      |
| Természeti (VII)(VIII) |                      |
| Védett terület: 2 611 674 ha, hivatkozás: 1252 |                      |
| A Tádzsik Nemzeti park egy több mint 2 500 000 hektáros terület az ország keleti részén az eurázsiai-hegységrendszer legmagasabb hegyeinek egyik találkozási pontjánál. Magába foglalja a Pamír-hegység jelentős részét és itt található a harmadik legmagasabban fekvő hegyi ökoszisztéma a Himalája és a Karakorum-hegység után. A park keleti része hat fennsíkból áll, míg a nyugati magas hegycsúcsokból, amelyek közül több 7000 méternél is magasabb. A védett területen szurdokok, több mint 400 tó, 170 folyó és 1085 gleccser található, köztük a sarkvidékeken kívüli leghosszabb gleccser, a Sarez-tó, ami alig száz éve keletkezett egy földrengés miatt földcsuszamlás után, valamint a Karakul-tó, ami feltehetően a világ legmagasabban fekvő meteorkráterben kialakult tava. A térség a gyakori földrengések miatt gyéren lakott és gyakorlatilag mentes a mezőgazdasági tevékenységtől. A hegyek közötti szélsőséges hőmérséklet ingadozás kihat a növény- és állatvilágra is. A nagy kiterjedésű növényzet nélküli területek dús vegetációval váltakoznak, ahol délnyugat-ázsiai és közép-ázsiai eredetű növények élnek. A parkban veszélyeztetett madár- és emlősfajok élnek, köztük a hópárduc, egy tulokféle a Marco Polo argali, és a hiúz. |                      |

| | Herszon ókori város romjai |
| Ukrajna |                            |
| Kulturális (II)(V) |                            |
| Védett terület: 259,37 ha, puffer zóna: 3 041,08 ha, hivatkozás: 1411 |                            |
| Herszont az i. e. 5. században alapították dór görög telepesek a Krím-félsziget délnyugati részén. A görög polisz és a hozzá tartozó környező területek az i. e. 4. és az i. e. 3. században a görög gyarmatosítás egyik fontos központjai voltak a térségben. Ma is látható épületmaradványai az i. e. 5. századtól a 13. századig terjedő időben épültek, a városhoz tartozó szétszórt településmaradványokat egy tízezer hektáros területen azonosítottak. A város, amely kétezer éven keresztül megőrizte stratégiai fontosságát kereskedelmi csomópont volt, először a görög érdekszféra északnyugati részének egyik központjaként ahol kapcsolatban álltak többek között a szkítákkal is, később a római, bizánci, és a Fekete-tenger északi részén élő népek kereskedelmi partnereként. A városközponton kívül elhelyezkedő mezőgazdasági területeken veteményeskertek, falak, erődök, és kisegítő épületek maradványait tárták fel. A város 40 hektáros területéből eddig 10 hektáron folytattak ásatásokat, ami lehetővé tette a város történelmének és fejlődésének nyomon követését. A környező területeken eddig kevésbé vizsgálták, de szerkezete és kiterjedése így is ismertté vált. A 20. századi építkezések során a városközpont egy része megsemmisült mivel Szevasztopol külvárosa közel esik a romterülethez. |                            |